# Carlarius

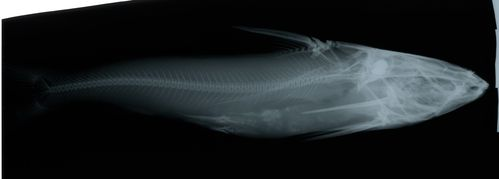
Radiografía del Carlarius heudelotii.

Carlarius es un género de peces actinopeterigios de agua dulce y marinos, distribuidos por ríos y costas del este del océano Atlántico en África.

## Especies
Existen solamente especies reconocidas en este género:
- Carlarius heudelotii (Valenciennes, 1840)
- Carlarius parkii (Günther, 1864)